# Jacklyn Zeman

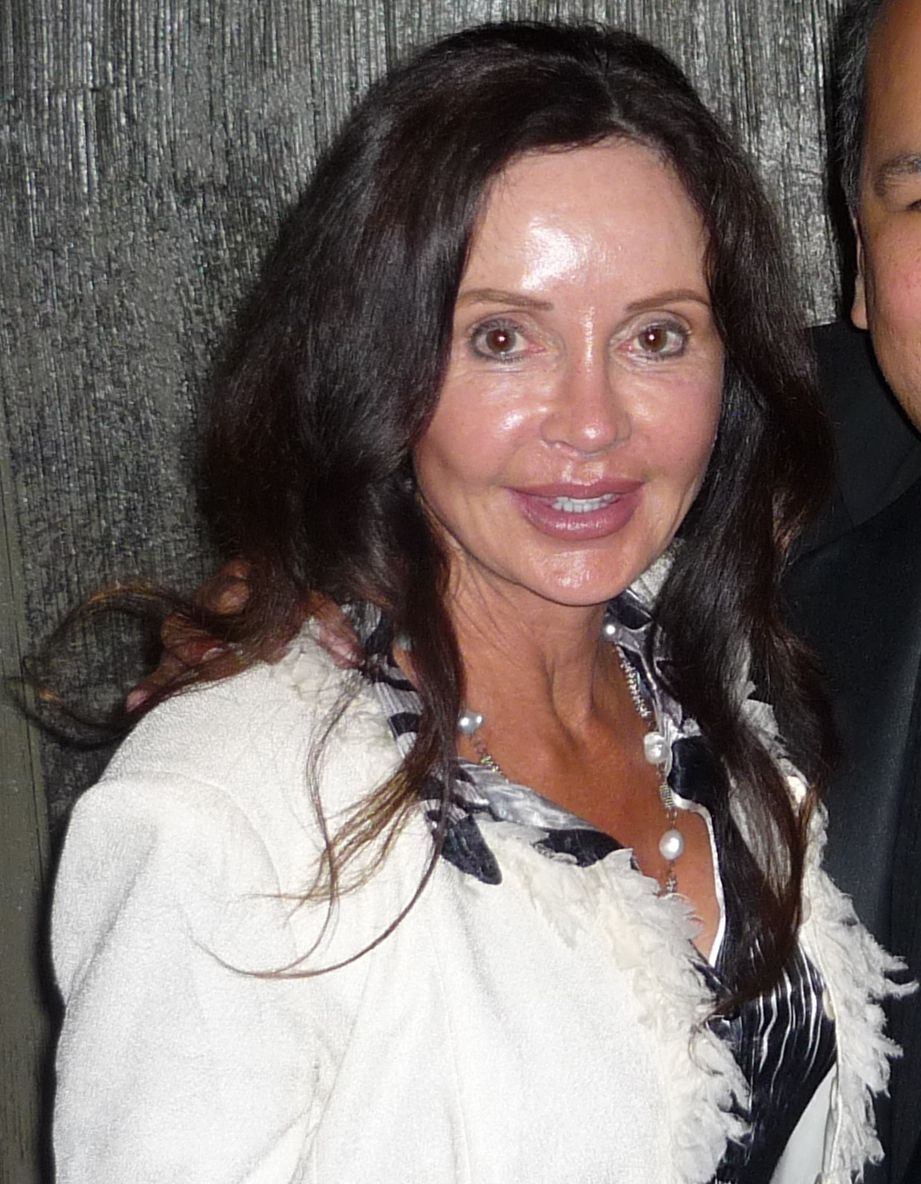
Jacklyn Zeman (2010)

Jacklyn Zeman (* 6. März 1953 in Englewood, New Jersey; † 9. Mai 2023 in Thousand Oaks, Kalifornien) war eine US-amerikanische Schauspielerin.

## Leben
Mit 15 Jahren schloss Zeman die Highschool ab und erhielt ein Stipendium für das Fach Tanz an der New York University. Es dauerte nicht lange, bis sie fürs Tanzen und Modeln bezahlt wurde und ein Angebot der Serie Liebe, Lüge, Leidenschaft erhielt. Von 1977 bis 2023 war sie in der Seifenoper General Hospital als Krankenschwester Bobbie Spencer zu sehen, was ihre mit Abstand bekannteste Rolle wurde. Außerdem hatte sie Gastauftritte in Serien wie Chicago Hope – Endstation Hoffnung, Sledge Hammer! und Mike Hammer. 
Zeman war gern gesehener Gast in Amerikas beliebtesten Talk- und Gameshows wie Good Morning America oder Oprah. Im Daytime-Fernsehen gab sie Tipps zu den Themen Gesundheit, Fitness und Schönheitspflege. 1986 veröffentlichte sie ihr erstes Buch Beauty on the Go. Sie schrieb Kolumnen für Magazine und veröffentlichte unzählige ihrer Rezepte für gesundheitsbewusste Ernährung. Zudem drehte sie ein Kochshow-Video mit Jerry Lewis.
Jacklyn Zeman lebte mit ihrem Mann Glenn Gordon und ihren zwei Töchtern Cassidy Zee und Lacey Rose in Malibu, Kalifornien. Sie starb im Mai 2023 im Alter von 70 Jahren an einer Krebserkrankung.

## Filmografie
- 1974: Deep Throat Part II
- 1976: The Edge of Night (Fernsehserie)
- 1976–1977: Liebe, Lüge, Leidenschaft (One Life to Live, Fernsehserie)
- 1977: The Day the Music Died (Dokumentarfilm)
- 1977–2023: General Hospital (Fernsehserie)
- 1982: Küss mich, Doc (Young Doctors in Love)
- 1982: Ich glaub’ mein Straps funkt SOS (Class Reunion)
- 1987: Mike Hammer (Mickey Spillane’s Mike Hammer, Fernsehserie, eine Folge)
- 1987: Sledge Hammer! (Fernsehserie, eine Folge)
- 1990: Der große amerikanische Sexskandal (Jury Duty: The Comedy, Fernsehfilm)
- 1993: Junge Schicksale (ABC Afterschool Specials, Fernsehserie, eine Folge)
- 1994: Chicago Hope – Endstation Hoffnung (Chicago Hope, Fernsehserie, eine Folge)
- 2005: The Mission (Kurzfilm)
- 2009: Im tiefen Tal der Superbabes (Deep in the Valley)
- 2010–2022: The Bay (Fernsehserie)
- 2017–2019: Misguided (Fernsehserie)